# Stelis parviflora
Stelis parviflora är en orkidéart som först beskrevs av Hipólito Ruiz López och Pav., och fick sitt nu gällande namn av Christiaan Hendrik Persoon. Stelis parviflora ingår i släktet Stelis och familjen orkidéer. Inga underarter finns listade i Catalogue of Life.